# سیارک ۱۴۶۹۷
سیارک ۱۴۶۹۷ (به انگلیسی: 14697 Ronsawyer، نامگذاری:2000AO214) چهارده هزار و ششصد و نود و هفتمین سیارک کشف شده‌است که در ۶ ژانویه ۲۰۰۰ کشف شد.
قدر مطلق سیارک برابر ۱۱.۷ است.